# Ја сам легенда
Ја сам легенда је пост апокалиптични хорор роман америчког писца Ричарда Метисона написан 1954. године. Говори о апокалиптичком периоду људске врсте и настанку нових мутираних бића услед непознатог вируса. Прича романа се готово у целости одиграва у футуристичком раздобљу Лос Анђелеса. Роман је утицао на савремени развој књижевности са тематиком зомбија и вампира. Иако се њихово стање може пренети и уједом, а бели лук је ствар која их одбија мало је сличности са каснијим вампирима који су развили његови наследници, који се више фокусирају на готичку фикцију, док су у роману вампири сличнији зомбијима. Роман је доста популаризовао жанр зомбија и светске зомби апокалипсе.
У СФР Југославији овај роман је први пут објављен у едицији "Библиотеке Кентауер" 1979. године.

## Радња
Роберт Невил је један од ретких преживелих становника земље током пандемије непознатог вируса који је највећи део светсле популације мутирао и претводио у хибридна бића слична вампирима. Као и традиционални вампири они такође имају аверзију према сунчевој светлости, бледопути су и хране се крвљу.
Радња је смештена у Лос Анђелесу 1976. године и прати Невилов живот у годинама након избијања пандемије док он покушава да схвати, истражи и евентуално излечи непознату болест. Небил преживљава ноћи тако што се забарикадирава у својој кући до свитања, а након тога се вози градом док су вампири неактивни и убија их дрвеним колцима и скупљља залихе хране. Повремено се кроз Невилове флешбекове открива његова прошлост у којој је морао да спали тела његове жене и ћерке које су се заразиле. Након напада депресије и стања алкохолизма у коме је тражио утеху он долази до закључка да морају да постоје неки научни и логични разлози који су довели до појаве мутираних вампира, па решава да обави истрагу. Набавља књиге и друге истраживачке списе и материјале из библиотеке и постепено открива да је узрок болести бактеријски и да вероватно потиче од бактерије Бацилус чији неки сојеви могу да заразе и живе и мртве организме. Његови даљи експерименти откривају да су бактерије врло осетљиве на бели лук и сунчеву светлост, што може довести до њенох уништења. Једног дана кад Невил у улици нађе повређеног пса луталицу то га испуњава радошћу и очајнички тражечи друштво он придобија поверење пса доносећи му храну, али пас после недељу дана ипак угине што Невила доста погађа.
Невил наставља своја истраживања и на вампирима које зароби током дана и ствара нове теорије да је њихово понашање и даље психолошки условљено уверењима која та особа поседује. Као пример наводи да би се човек који је био хришћанин пре мутације плашио крста, док се вампир који је пре мутације био јеврејин не би плашио.
Наставком истраживања сазнаје да вампири на себи поседују анаеробне организме који су у симбиози са њима због чега бактерије производе смесу која одмах затвара мање ране и да је зато његово оружје било неефикасно против њих. Али кад им се нанесу шире и веће ране неким оштрим предметом аеробни организми не могу да поднесу изложеност кисеоником они постају паразити који убијају домаћина. Са новим сазнањем Невил убија знатно већи број вампира свакодневним нападима, па се број његових ноћних посетилаца знатно смањио. Даље верује да се пандемија није проширила много директним уједима вампира колико комарцима који су главни преносници бактерије. Установљава и да постоје две врсте вампира који реагију различито: они који су свесни и живе са инфекцијом и они који су умрли, али их је бактерија оживела.
Након три године током дана Невил наилази на преплашену жену која стоји на светлости, али се уплаши кад види бели лук. Након неког времена они стичу међусобно поверење, а он јој објашњава своју теорију да је развио имунитет против инфекције након што га је пре неколико година угризо заражени слепи миш. Он жели да сазна да ли је Рут, жена коју је упознао заражена или имуна и узима јој узорак крви, али га она удари и онесвести док прегледава резултате. Кад се пробуди налази поруку која му је оставила Рут где му каже да је она вампир који је послат да га шпијунира и да је он одговоран за смрт њеног мужа. Даље сугерише да су само вампири које је бактерија оживела патолошки насилни, а да они који су били живи кад су се заразили немају те пориве. Такође пише да они полако превазилазе болест и покушавају да изграде ново друштво. Они су развили и лекове који умањују тешке симптоме заразе. Још му пише да је у опасности и да би требао да напусти град пошто ће њени људи покушати да га ухвате.
Невил ипак одлучује да остане у својој кући под предпоставком да ће они бити цивилизованији и да ће се према њему односити праведно. Он једног дана испред куће посматра групу живих вампира како са радошћу убијају неживе вампире и тад пуца на њих, али они узвраћају и рањавају га и заробе. Затварају га у ћелију где га посећује Рут која му за разлику од осталих не замера и воде разговор о ефектима Невилових активности на ново друштво и из милости му даје таблете којима може да изврши самоубиство. Он тражи од Рут да не дозволи да друштво постане превише бездушно и неморално, а она обећава да ће покушати. Потом Невил гледа кроз прозор своје ћелије и види заражене како гледају у њега са истом мржњом и страхом који је некад и он осећао према њима. Схвата да је он остатак старог човечанства и да долази нова раса инфицираних. Бе осуђује њихову жењу да га убију након што је убио толико њима драгих особа. Док таблете које је попио почињу да делују забавља га помисао да ће постати њихово ново сујеверје и легенда, као што су вампири били људима.

## Филмске екранизације
Дело је три пута филмски адаптирано, а у све три адаптације, за разлику од књиге Невил се приказује као успешни научник који на крају проналази лек и преноси га даље како би спасио цивилизацију.
1964. године излази прва екранизација под називом Задњи човек на Земљи у италијанској продукцији са Винсентом Прајсом у главној улози.
1971. излази друга адаптација под именом Човек Омега где се уклањају вампирске карактеристике осим њихове осетљивости на светлост. У главној улози се појављује Чарлтон Хестон.
2007. године се појављује трећа екранизација пон називом као и оригинални наслов књиге Ја сам легенда у режији Френсиса Лавренса са Вилом Смитом у главној улози. Овде је исто измењен ток неких ствари, па се овде на крају Невил жртвује да би спасио човечанство уместо да буде погубљен за злочине над преживелим вампирима. Радња филма је исто померена и дешава се у периоду од 2009. до 2012. годинеу Њујорку, а не као изворно дело у Лос Анђелесу.